# Branimir Štulić
Branimir Štulić (* 11. April 1953 in Skopje) ist ein kroatischer Musiker aus der Generation des „Novi val“ („Die neue Welle“) des ehemaligen Jugoslawien und der Begründer der Rockband Azra.

## Leben

### Anfänge der Karriere
Štulićs Vater war Oberst in der jugoslawischen Volksarmee in Skopje. Fünf Jahre später zog seine Familie zuerst nach Jastrebarsko, dann nach Zagreb. Dort beendete er die Schule und studierte zuerst Philosophie, wechselte aber wiederholt die Fakultäten und schloss das Studium nicht ab. Schon damals begann er unter dem Namen „Johnny“ seine eigenen wie auch fremde Lieder zu singen und die akustische Gitarre zu spielen. Seine erste Band war die „Balkan sevdah band“, die aus unbekannten Musikern zusammengesetzt war. Sie spielten alles, von den Beatles bis zu Volksliedern und Štulićs eigenen Liedern. Wegen seines schwierigen Charakters wechselten die Mitglieder der Gruppe sehr oft. Einige bekanntere Musiker, die zwischenzeitlich Teil der Gruppe waren, sind Jura Stublić, Marin Pelajić und Mladen Juričić, die sich später trennten, und „Film“, auch eine bekannte Gruppe dieser Zeit, gründeten. Erst nach der Begegnung mit Boris Leiner (Schlagzeuger aus der Gruppe „Haustor“) und Mišo Hrnjak (Bassist) formierte sich eine beständige Gruppe.

### Azra
Ein besonderer Wendepunkt für Štulić war das erste Konzert der slowenischen Gruppe „Pankrti“ in Zagreb. Danach schnitt Štulić seine langen Haare ab und rasierte den Bart, was er auch in einem der populärsten Lieder von Azra, „Balkan“, thematisierte. Unter dem Einfluss von Punk und „Novi val“ veränderte sich der Stil der Gruppe, und Štulić fühlte, dass es Zeit war, den Namen der Gruppe zu ändern. 1977 wechselt er den Namen in „Azra“ („Jungfrau“) nach Heinrich Heines Gedicht „Der Asra“. Im Frühling 1980 entschied sich das Trio, ein Album herauszubringen. Das Resultat, das Debütalbum „Azra“, erfüllte Štulićs Erwartungen nicht. Das Publikum dagegen war begeistert, die schon lange gekannten Lieder endlich auf einer Platte zu haben. Štulićs unscharfe Gitarre und heisere Stimme avancierten sehr schnell zu ihrem Markenzeichen und die Gruppe sicherte sich einen führenden Platz auf der jugoslawischen Rock-Szene. Das nächste Album, „Sunčana strana ulice“ (1981), wurde wie auch alle darauf folgenden Alben von Štulić produziert. Auf dem Album befinden sich außer Štulićs Liedern auch ein von Mile Rupčić – „Pit, i to je Amerika“ („Pete, auch das ist Amerika“), das für ein gleichgenanntes Monodrama geschrieben wurde. Außer Liebesgedichten befinden sich auf dem Album auch Lieder mit gesellschaftlichen oder politisch engagierten Themen, was Štulić sehr schnell zum Pressesprecher der neuen Generation machte.
Nach einer Jugoslawien-Tournee, die im Herbst 1981 endete, folgten im Klub „Kulušić“ in Zagreb sieben aufeinander folgende ausverkaufte Konzerte. Daraus entstand ein dreifaches Album „Ravno do dna“ (Geradeaus nach unten). Das Doppelalbum „Filigranski pločnici“ (Filigrane Gehwege) erschien drei Monate nach „Ravno do dna“ und wurde sehr schnell zu Azras meistverkauftem Album.
1983 verließ Mišo Hrnjak die Gruppe und schloss sich den Zeugen Jehovas an. Boris Leiner ging zur jugoslawischen Volksarmee, um den Wehrdienst auszuüben. Das war das Ende der Gruppe in der originalen Aufstellung. Mit Srećko Antolović am Bass nahm er „Kad fazani lete“ (Wenn die Fasane fliegen) 1983 in Frankfurt am Main auf und nach Leiners Rückkehr „Krivo srastanje“ (Falsch zusammenwachsen) 1984. Diese beiden Alben unterscheiden sich stilistisch  von den früheren Alben.

### Die Niederlande
1986 löste Štulić die Gruppe auf und zog in die Niederlande. Dort übersetzte er seine Lieder ins Englische und veröffentlichte sie auf dem Album „It ain’t like in the movies at all“. Damit versuchte er, mit geringem Erfolg, eine Karriere im Ausland zu starten. 1987 kehrte er nach Kroatien zurück und nahm mit Boris Leiner, Jurica Pađen und Stephen Kipp „Između krajnosti“ auf. Mit ihnen machte er 1988 eine Comeback-Tour, während der das Livealbum „Zadovoljština“ aufgenommen wurde. Wegen Uneinigkeiten verließ Boris Leiner 1990 die Gruppe, womit Azra auch offiziell aufgelöst wurde. 1991 zog er in die Niederlande zurück.

### Solo-Karriere
Nach dem Zerfall von Azra arbeitet Štulić mit Hilfe anderer Musiker an seinen Soloalben „Balkansta rapsodija“ (1988), „Balegari ne vjeruju sreći“ (1990), „Sevdah za Paulu Horvat“ (1995), „Anali“ (1995) und „Blase“ (1997). Keines von ihnen erlebt den Erfolg seiner früheren Werke. Heute lebt er mit seiner Frau Josefine in den Niederlanden in Houten bei Utrecht. Er beschäftigt sich mit Übersetzen und kommuniziert sehr selten mit Journalisten.

## Diskografie

### Singles
- Balkan / A šta da radim (Suzy, 1979)
- Lijepe žene prolaze kroz grad / Poziv na ples / Suzy F. (Jugoton, 1980)
- Đoni, budi dobar / Teško vrijeme (Jugoton, 1982)
- E pa što / Sloboda / Gluperde lutaju daleko (Jugoton, 1982)
- Nemir i strast / Doviđenja na vlaškom drumu (Jugoton, 1983)
- Klinček stoji pod oblokom / Flash (Jugoton, 1984)
- Mon Ami / Duboko u tebi (Jugoton, 1984)
- The Balkans / Pretty Women Passing Through Town / Vondel Park (Marginal Face Production, 1985)
- Kao i jučer / Doviđenja na vlaškom drumu (Jugoton, 1987)
- Bed rok / Kada stvari krenu loše (Jugoton, 1987)
- Ma Che Colpa Abbiamo Noi / Adio Mare (Jugoton, 1988)
- Teško ovo život / Lađa bez dna (Jugoton, 1989)
- Meni se dušo od tebe ne rastaje / Leute moj (Jugoton, 1990)

### Alben (mit Azra)
- Azra (Jugoton, 1980)
- Sunčana strana ulice (Jugoton, 1981)
- Ravno do dna (Jugoton, 1982)
- Filigranski pločnici (Jugoton, 1982)
- Singl ploče 1979–1982 (Jugoton, 1982)
- Kad fazani lete (Jugoton, 1983)
- Krivo srastanje (Jugoton, 1984)
- It ain't Like In The Movies At All (Diskoton, 1986; Jugoton, 1990)
- Kao i jučer (Singl ploče '83-'86) (Jugoton 1987)
- Između krajnosti (Jugoton, 1987)
- Zadovoljština (Jugoton, 1988)

### Soloalben
- Balkanska rapsodija (Jugoton, 1989)
- Balegari ne vjeruju sreći (Jugoton, 1990)
- Sevdah za Paulu Horvat (1991; Komuna 1995)
- Anali (Komuna, 1995)
- Blase (Hi Fi Centar, 1997)

### Bücher
- Filigranski pločnici (Azra Music, 1982)
- Big Bang (1985)
- Anonymus Epigramus (1988)
- Božanska Ilijada via Hoemer (Beogradski sajam knjige, 1995)
- Smijurija u mjerama (Vreme, 2005)

### Videokassetten
- Zadovoljština (Jugoton, 1988)
- Klinček stoji pod oblokon (Jugoton, 1990)